# Cadillac Series 65
Cadillac Series 65 – samochód osobowy klasy luksusowej produkowany pod amerykańską marką Cadillac w latach 1937–1938. 

## Historia i opis modelu
Zaprezentowany w roku 1937, dostępny był początkowo wyłącznie jako 4-drzwiowy fastback sedan z miejscem dla pięciu pasażerów.  Konstrukcyjnie opierała się na płycie podłogowej General Motors C-body.  Produkcją nadwozi zajmowała się firma Fisher, rozstaw osi wynosił 3327 mm, była to wartość taka sama jak w przypadku serii 70 i Buicka Roadmastera. Pojazd oferował większe niż seria 60 nadwozie przy cenie niższej niż seria 70 karosowana przez  Fleetwooda.

### Lifting
W roku 1938 Series 65 i Series 75 otrzymały nowy pas przedni ze zmodernizowanym chromowanym grillem.

### Silnik
Do napędu wykorzystywano jednostkę V8 5.7 Monoblock, generowała ona moc maksymalną 137 KM (101 kW) przy 3400 obr./min.